# جاكلين ليشتنبرغ
جاكلين ليشتنبرغ (بالإنجليزية: Jacqueline Lichtenberg)‏ (25 مارس 1942، نيويورك في الولايات المتحدة)؛ كاتِبة وروائية أمريكية. درست في جامعة كاليفورنيا.